# Křížatka obecná
Křížatka obecná (Commelina communis) je jednoletá rostlina z čeledi křížatkovité (Commelinaceae), příbuzná podeňce (Tradescantia).

## Popis
Křížatka je středně vysoká jednoletá bylina s větvenými a mírně poléhavými lodyhami. Listy jsou na lodyze uspořádány střídavě a jsou obvykle dužnaté. Výše umístěné listy bývají užší než ty bazální. Křížatka kvete modře, ačkoliv jeden z okvětních lístků je bílé barvy. Výrazný je i listen, který zčásti kryje květ. Květy dohromady tvoří vijanovitá květenství a po odkvetení se mění na tobolku.

## Výskyt
Křížatka obecná pochází z východní Asie, ale pěstuje se i v ostatních částech světa a následně poměrně často zplaňuje. V tom případě dává přednost různým lidmi ovlivněným prostředím, jako jsou rumiště či okraje cest.